# ميك راثبون
ميك راثبون (بالإنجليزية: Mick Rathbone)‏ هو لاعب كرة قدم ومدرب كرة قدم وكاتب سير ذاتية بريطاني في مركزي الدفاع، ولد في 6 نوفمبر 1958 في Sheldon, West Midlands ‏ في المملكة المتحدة. لعب مع برمنغهام سيتي وبريستون نورث إيند وبلاكبيرن روفرز ونادي هاليفاكس تاون.